# Alata
Alata là một xã của tỉnh Corse-du-Sud, thuộc vùng Corse, trên đảo Corse ở Pháp.

## Dân số
| 1962                              | 1968 | 1975 | 1982 | 1990 | 1999 |
| --------------------------------- | ---- | ---- | ---- | ---- | ---- |
| 391                               | 410  | 452  | 1132 | 2077 | 2459 |
| 1962: Dân số không được đếm 2 lần |      |      |      |      |      |